# Jacob Borden
Jacob Borden (10 dicembre 1989) è un calciatore americo-verginiano, difensore del Montverde Academy.

## Carriera

### Nazionale
Ha esordito in Nazionale il 22 marzo 2015 nella partita di qualificazione ai Mondiali 2018 vinta per 1-0 in trasferta contro Barbados.